# Shuanghe (köpinghuvudort i Kina, Hubei Sheng, lat 31,28, long 112,27)
Shuanghe är en köpinghuvudort i Kina. Den ligger i provinsen Hubei, i den centrala delen av landet, omkring 210 kilometer väster om provinshuvudstaden Wuhan. Antalet invånare är 38 159. Befolkningen består av 18 692 kvinnor och 19 467 män. Barn under 15 år utgör 10,0 %, vuxna 15-64 år 79 %, och äldre över 65 år 9,0 %.
Runt Shuanghe är det ganska tätbefolkat, med 230 invånare per kvadratkilometer. Närmaste större samhälle är Huji, 17,5 km norr om Shuanghe. Trakten runt Shuanghe består till största delen av jordbruksmark.
Genomsnittlig årsnederbörd är 1 149 millimeter. Den regnigaste månaden är augusti, med i genomsnitt 194 mm nederbörd, och den torraste är december, med 19 mm nederbörd.